# Subdivisões de Paratinga

Localização de Paratinga na Bahia.

Esta lista contém um conjunto de subdivisões de Paratinga, município brasileiro localizado na região oeste do estado da Bahia. De acordo com a divisão administrativa da prefeitura, a zona urbana de Paratinga se divide em sete bairros, além do Centro urbano. A zona rural se divide em várias comunidades e fazendas, de acordo com o Instituto Brasileiro de Geografia e Estatística.

### Povoados

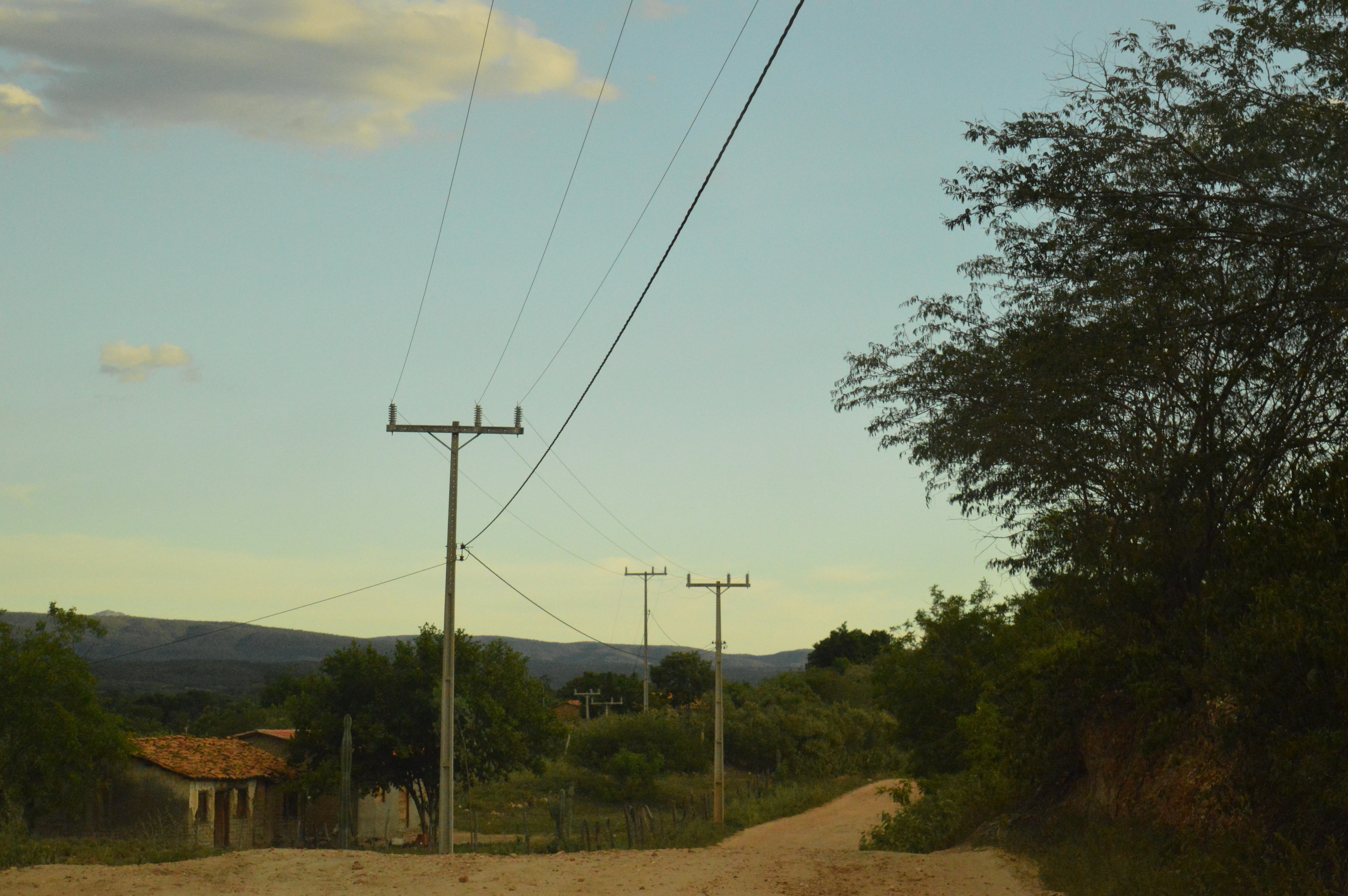
O povoado Agreste, em 2017.

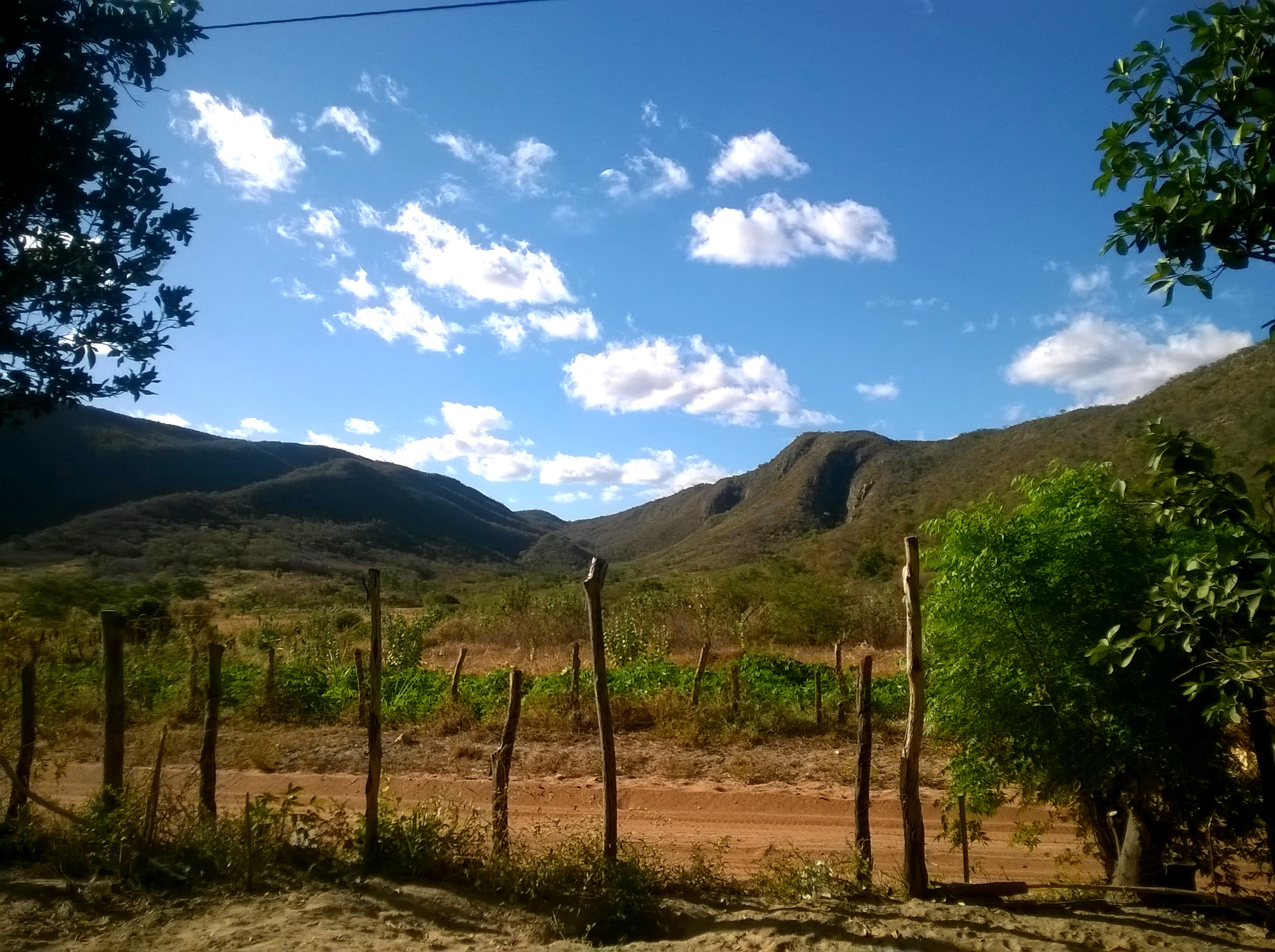
Serras do povoado Boqueirão de Regino, em julho de 2016.

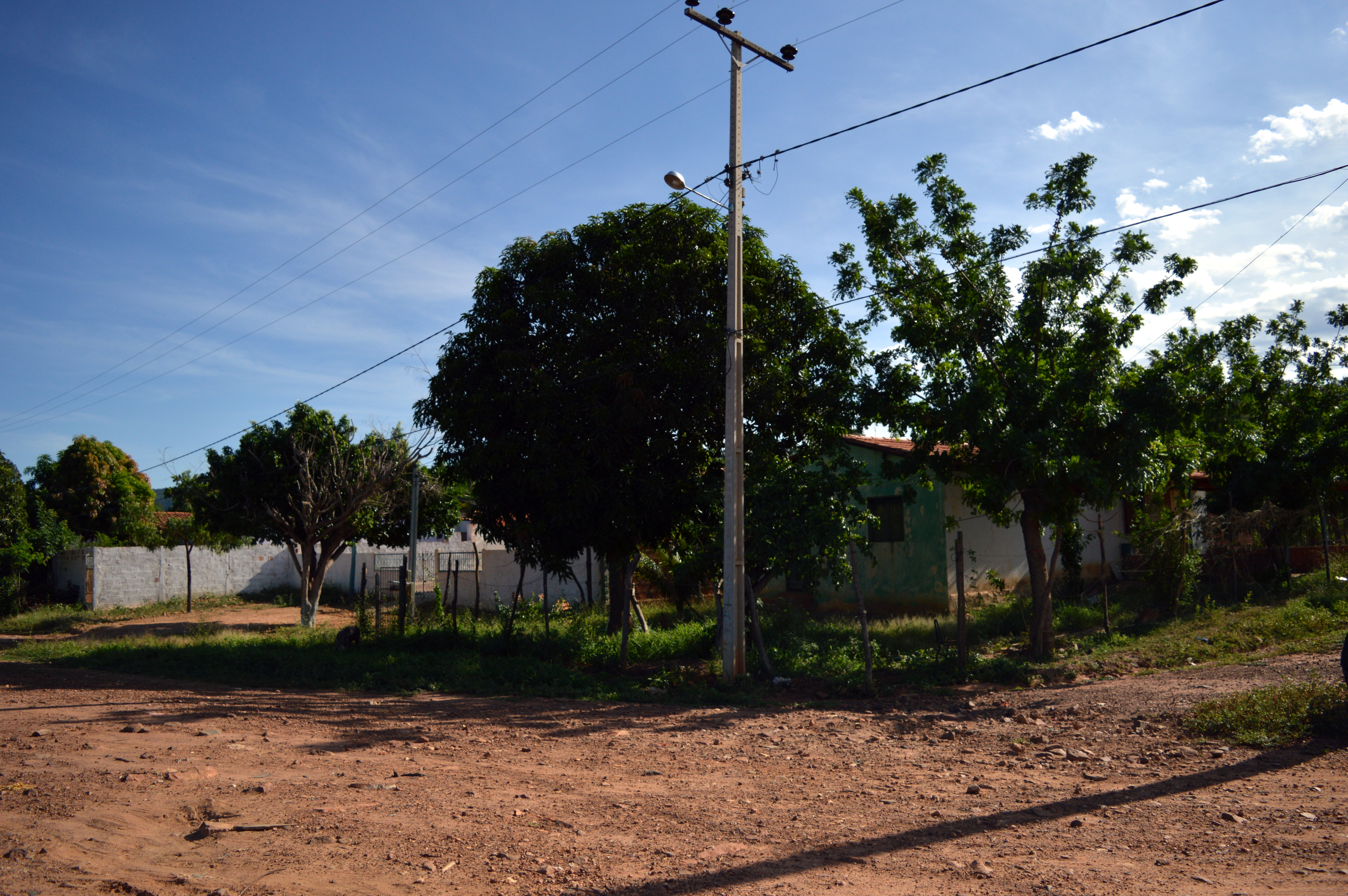
O povoado Volta da Serra, em 2017.

## Zona urbana

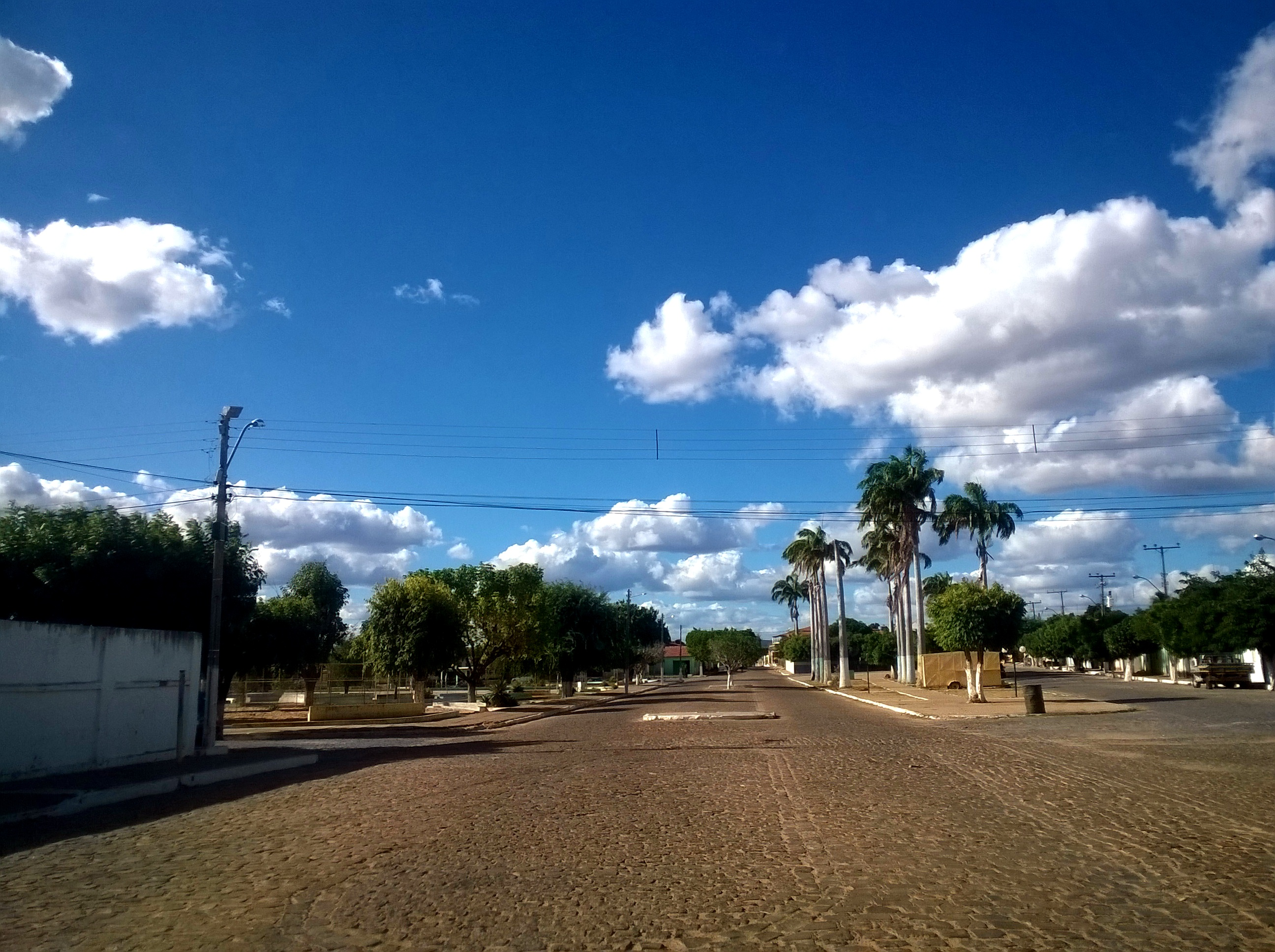
R. Benjamin Constant, na zona urbana de Paratinga.

### Bairros
- Alcides de Oliveira Dourado
- Alto da Estrela
- Centro
- Coqueiro
- Paratinguinha
- Pedro de Agemira
- São João
- Tomba[2]

### Distritos
- Paratinga
- Águas do Paulista[3]

## Zona rural

### Comunidades rurais
- Alagadiço
- Alagadiço Grande II
- Alagoas
- Alagoinhas
- Alecrim
- Atoleiro
- Alto do Jatobá
- Assentamento Santo Antônio
- Caibros
- Calderão do Barbosa
- Capim
- Croata
- Dois Tanques
- Espinheiro
- Fechada
- Km 80
- Lagoa de Dentro
- Lagoa dos Cavalos
- Lagoa Funda
- Lagoa Nova
- Lagoinha
- Leito
- Macambira Volta da Serra
- Maniçoba
- Moquém
- Muniz
- Os Pretos
- Parque São Borges
- Paulino
- Poção de Baixo
- Riacho dos Porcos
- Sambaíba
- Sossego
- Tanque
- Tapera
- Timbo
- Vaca Branca
- Zezé

### Povoados[1]
- Agreste
- Água Branca
- Baixo da Gameleira
- Baraúnas
- Barreiro de Rosa
- Barreiro Grande
- Barriguda
- Barro Duro
- Bela Vista do Cisco
- Boa Vista
- Bom Sucesso
- Boqueirão de Regino
- Brejo das Moças
- Cabaceira
- Canafistula II
- Capelinha
- Caraíbas
- Carrapicho
- Coelho
- Conceição
- Covão de Areia
- Extrema
- Garapa II
- Garrote Bravo
- Itabeba de Baixo
- Jacaré
- Juazeiro
- Lagamar
- Lagoa Branca
- Lagoa da Caatinga
- Lagoa do Mato
- Lagoa Dourada
- Lajinha
- Linha
- Macambira
- Malhada da Areia
- Marinheiro
- Mexedeira
- Mocambo
- Moreira
- Morro Solteiro
- Mulungu
- Muquém
- Nova Vista
- Novo Paraíso
- Olhos d'Água
- Riacho do Meio
- Patos
- Paulista de Baixo
- Pedra Comprida
- Pedras do Asfalto
- Pereiro
- Pega Bem
- Penha
- Poção do Firmino
- Poços
- Ponte
- Porcos
- Porto da Palha
- Novo Paraíso
- São Francisco
- Sarandi
- Sanharol
- Seriema
- Silvestre
- Sobrado
- Tamboril
- Várzea Grande
- Volta da Serra
- Volta das Pedras
- Zé João

### Fazendas[1]
- Anda Só
- Barra do Preto
- Barreiro de São João
- Barro Branco
- Caibros
- Fausto
- Lagoa de Cima
- Lagoa do Peixe
- Malhadinha
- Macedo
- Morro de Dentro
- Pau Ferro
- Pedras
- Poção Santo Antônio
- Poço do Mato
- Porto do Mel
- Porteira
- Roça da Cana
- Roda d'Água
- Rosário
- Volta Redonda
- Xixa

### Sítios
- Bargado
- Santo Antônio